# I 4 tassisti
I 4 tassisti è un film del 1963 diretto da Giorgio Bianchi.
Il film è diviso in 4 episodi.

## Trama

### Lo sposo
A Milano, Baldassarre Boldrini, timido e frustrato ragazzone, è in procinto di sposarsi con la cugina. Durante il tragitto verso la chiesa dove è atteso per la cerimonia, si fa convincere dall'affascinante tassista Filomena a cambiare idea e fuggire con lei.

### Un'opera buona
Pasquale Scognamillo, tassista ossessionato dalla bellezza femminile, mentre è in autostrada di ritorno da Pompei, carica a bordo del suo taxi una suora in difficoltà, Suor Serena, la quale con un inganno si fa consegnare del denaro. Ritornata a Napoli, si scoprirà che è una truffatrice professionista.

### Caccia al tesoro
Pomilio Barone, tassista ingenuo e sognatore, scarrozza per Torino Corinna, una ricca e avvenente ragazza ubriaca, la quale lo coinvolge in una caccia al tesoro notturna. Durante la gara, lui si invaghisce di lei e si illude di essere ricambiato, fino al momento in cui, scaricato in malo modo a fine serata, capisce di essere stato solo illuso.

### L'uomo in bleu
Il sor Gigi, a Roma, accoglie sul proprio taxi uno strano cliente con un brutto mal di denti. L'indomani, viene a sapere che questi è un pericoloso assassino e che quindi è in pericolo di vita per averlo visto in volto. Infatti, all'uscita dell'autorimessa viene sequestrato dall'assassino che adesso vuole eliminare il pericoloso testimone. Il sor Gigi, alla guida del suo taxi, farà di tutto per attirare l'attenzione delle forze dell'ordine, ma inutilmente. Solo l'intervento di un benzinaio, che raccoglie un suo messaggio di aiuto, salverà la vita del tassista appena in tempo.

## Distribuzione
La pellicola è stata distribuita nelle sale cinematografiche italiane a partire dal 13 dicembre 1963.